# Iglesia de Nuestra Señora del Mercado (León)

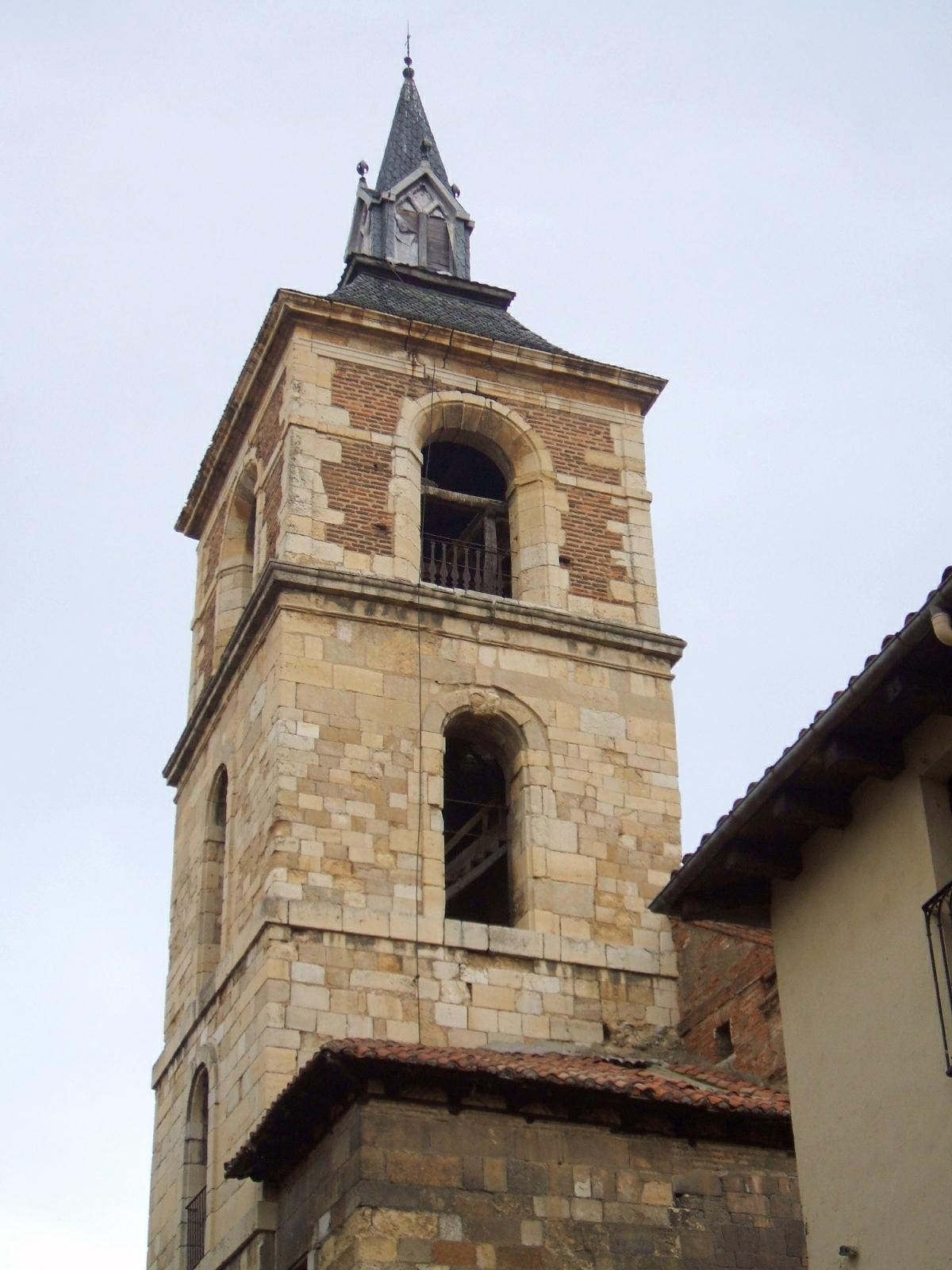
Vista exterior de la torre

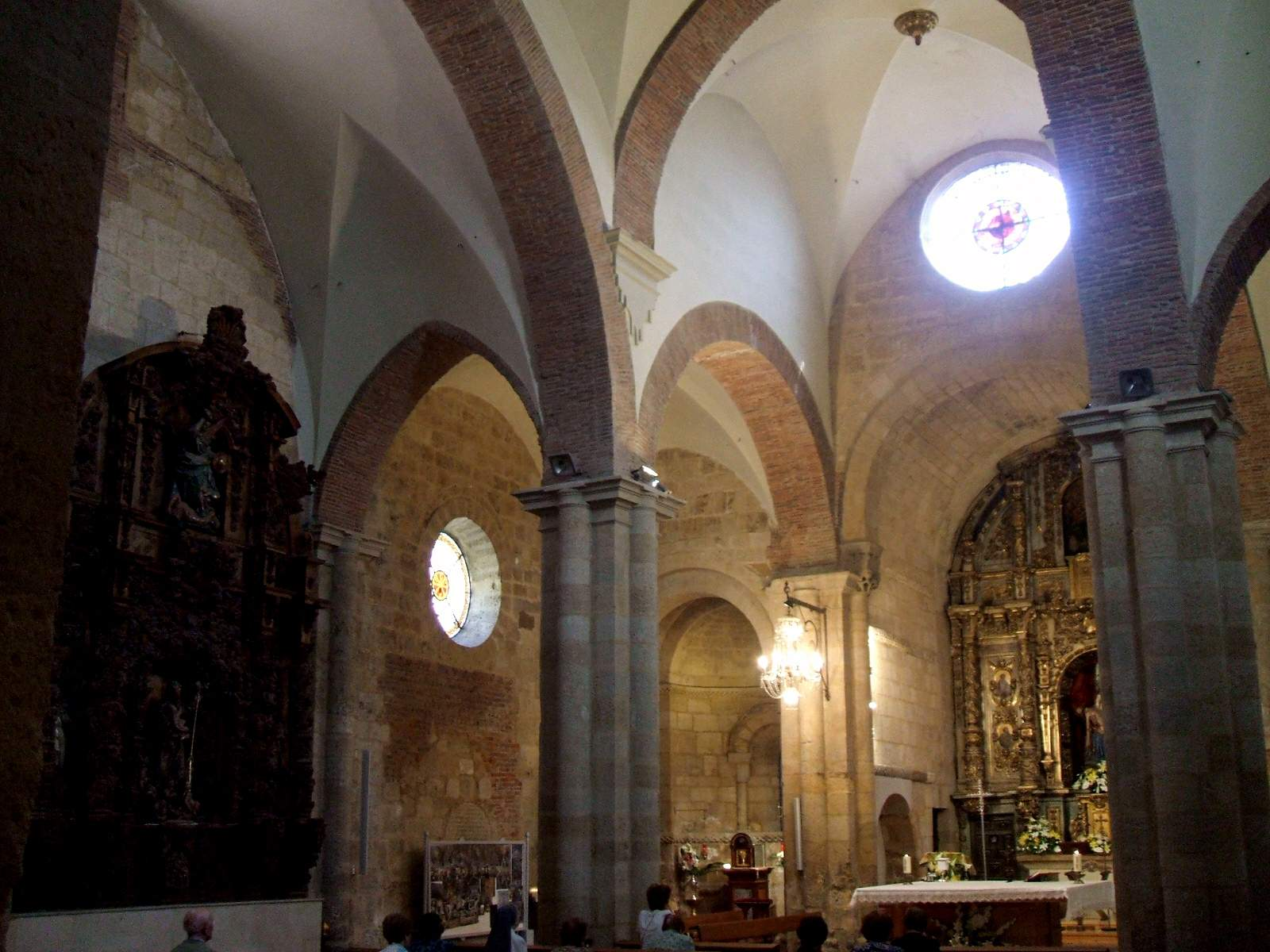
Vista del interior de la iglesia

La iglesia de Nuestra Señora del Mercado es un templo católico de la ciudad española de León.

## Descripción
La iglesia de Nuestra Señora del Mercado se encuentra en el casco antiguo de la ciudad de León y su parte más antigua es de estilo románico y data del siglo XI. También es conocida como Santa María del Camino de los Franceses, pues se encuentra en el Camino de Santiago Francés. El ábside da a la llamada plaza del Grano. 

## Historia
El 28 de septiembre de 1973 fue declarada «monumento histórico-artístico de carácter nacional», mediante un decreto publicado el 17 de octubre de ese mismo año en el Boletín Oficial del Estado.

## Arquitectura
A pesar de que la parte más antigua de la construcción data del siglo XI, la iglesia ha ido sufriendo diversas reformas a lo largo del tiempo, por lo que también cuenta con elementos de estilo gótico, renacentista y barroco